# Pani de Monsoreau (serial telewizyjny 1971)
Pani de Monsoreau (La dame de Monsoreau) – 6-odcinkowy serial Yannicka Andréi, z 1971 roku na podstawie powieści Alexandre’a Dumasa pod tym samym tytułem.

## Obsada
- Karin Petersen : Diana de Méridor
- Nicolas Silberg : Louis de Bussy d’Amboise
- Denis Manuel : Henryk III Walezy
- Michel Creton : Chicot
- Gérard Berner : Franciszek d’Anjou
- François Maistre : hrabia de Monsoreau
- Maria Meriko : Katarzyna Medycejska
- Jean-Louis Broust : François d’Espinay de Saint-Luc
- Mireille Audibert : mademoisselle de Saint-Luc
- Julie Ravix : Gertruda
- Daniel Derval : Rémy Le Haudouin
- Mario Pilar : Aurilly
- Yvan Varco : Maugiron
- Éric Kruger : Schomberg
- Pierre Massimi : Quelus
- Gilles Béhat : d’Épernon
- Marco Perrin : Henryk IV
- Jacques Le Carpentier : książę de Guise
- Pierre Hatet : kardynał de Lorraine
- Maurice Risch : książę de Mayenne
- Sylvia Saurel : księżna de Montpensier
- Louis Arbessier : baron de Méridor
- Angelo Bardi : Gorenflot
- Teddy Billis : Pierre
- Claude Brulé : narrator